# 김상용 (시인)
김상용(金尙鎔, 1902년 9월 28일~1951년 6월 22일)은 일제강점기와 대한민국의 시인 겸 소설가이자 번역 문학가였었고, 문학 평론가였으며, 영문학자 겸 수필 작가였었다.
그는 1945년 8월 15일, 을유 해방 직후 미군정 시대(1945년 9월)에, 단 이레(일주일) 동안 초선 강원도 도지사(재임: 1945년 9월 20일~1945년 9월 27일)를 잠시 지낸 시인 겸 작가 및 대학 교수 출신이기도 한 이인데, 그의 아호는 월파(月坡)인데, 하여 그는 성씨와 호를 합친 이름인, 김월파(金月坡)라고도 불리었다.
대한제국 경기도 연천군 남면 왕림리(현재의 대한민국 경기도 연천군 군남면 왕림리)의 제법이나 부유한 농가에서 출생하였고, 지난날 한때 대한제국의 경기도 양주군 남면에서 잠시 유아기를 보낸 적이 있는 그는, 1915년 외갓동네에서 춘천공립보통학교(졸업)를 거쳐 경성부의 경성제일고보에 입학했으나, 1919년 3·1 운동 등과 관련하여 경성보성고보로 전학하였다. 1921년에 보성고등보통학교를 졸업하고 그 이듬해(1922년)에 일본으로 유학하여 릿쿄 대학교 영어영문학과에 입학했다. 1927년에 동교(릿쿄 대학교 영어영문학과)에서 학사 학위를 취득했고, 1928년에 귀국하여, 경성부의 이화여자전문학교 교수로 근무했다.
1929년에 조지 바이런·퍼시 셸리·존 키츠 등의 영시문학 작품을 번역하면서, 번역문학가로 첫 입문한 그는, 이듬해 1930년에 경기 연천에서 서울 성북동(당시 일제강점기 경기도 고양군 숭인면 성북리)으로 이사를 갔다. 그 해에 《동아일보》에 〈무상〉, 〈그러나 거문고의 줄은 없고나〉 등을 발표하여 등단했고, 이후 1931년 에드거 앨런 포의 〈애너벨 리〉를 비롯하여 램, 테니슨, 브라우닝, 롱펠로, 휘트먼 등의 영미 작가들의 번역 작품을 내놓았고, 꾸준히 시를 발표하면서 활동했다. 그 외에도 1938년에 발표한 수필 〈우부우화〉를 비롯하여 많은 수필을 썼다.
김상용의 시에는 동양적이고 관조적인 허무의 정서가 깔려 있으나 낙관적인 방식으로 어둡지 않게 표현된 것이 특징이다. 1934년 《문학》에 발표한 〈남으로 창을 내겠소〉와 이 시의 마지막 연 "왜 사냐건 웃지요"가 유명하다.
2002년 발표된 친일 문학인 42인 명단과 민족문제연구소가 2008년 발표한 친일인명사전 수록예정자 명단 교육/학술 부문에 선정되었다. 1943년 《매일신보》에 발표한 〈님의 부르심을 받들고서〉 등 총 3편의 친일 작품이 밝혀져 있다.
1943년에 일제 탄압으로 인하여 영문학 강의가 폐지되었고, 이화여자전문학교 교수직을 사임했다. 광복 이후에는 미군정 하에서 강원도 도지사로도 임명되었으나, 단 이레만(일주일 지난 수 며칠만)에 사임하였으며, 이화여대의 교수, 학무처장이 되었고, 1946년에 미국으로 건너가 3년 동안 보스턴 대학교의 대학원의 석사 과정에서 영문학을 연구하고, 1949년 미국 보스턴 대학교의 대학원의 영어영문학과에서 문학석사 학위를 취득함과 동시에 귀국하였다. 1950년 2월에 이화여자대학교 교수직을 그만두었으며, 같은 해(1950년 3월)에 풍자적인 수필집 《무하선생 방랑기》를 발표하였다. 같은 해(1950년)의 6월 25일, 한국 전쟁 중 당시의 경남 지역의 부산으로 1950년 7월 1일에 피난했다가, 이듬해 1951년 6월 22일에, 식중독으로 인한 급성적인 세균성 신장염으로 인하여 병사했다.
부산에서 피난 생활을 하던 중에 갑자기 1951년 6월 22일에, 식중독성 신장염으로 인하여 병사하고 나서, 경남의 부산의 범천 지역구에서 묻혔다가 약1년여 남짓이 지난 후(1952년 4월 23일)에, 당시의 경기 양주군에 소재한 망우산 산자락에 이장되었다. 4년 후 1956년 6월 24일에 세워진 묘비에는 "檀紀四二三五年 八月 十七日 京畿道 漣川서 나셔서, 四二八四年 六月 二十二日 釜山서 돌아가셨고, 四二八九年 二月 三十日 이 자리에 옮겨 뫼시다."라고 써 있다.
그의 누이동생은 시조시인 김오남이다.

## 주요 저서
- 시집 《망향》(1939년)
- 소설집 《무궁화》(1957년) 김월파 작. - 김상용 작가의 유작 작품으로 추정.

## 참고자료
- 권영민 (2004년 2월 25일). 《한국현대문학대사전》. 서울: 서울대학교출판부. 122쪽쪽. ISBN 89-521-0461-7.